# Aleksandar Kostić
Aleksandar Đ. Kostić (Beograd, 19. mart 1893 − 19. januar 1983) bio je srpski univerzitetski profesor i lekar. Jedan je od osnivača, prvih profesora i dekan (1936—1939) Medicinskog fakulteta u Beogradu i osnivač Instituta za histologiju i embriologiju. Osim Medicinskog, bio je osnivač i Veterinarskog (1938) i Farmaceutskog fakulteta (1939). Bio je u braku sa Smiljom Kostić-Joksić, profesorkom pedijatrije sa kojom je dobio sinove Ivana i Vojislava Kostića, poznatog kompozitora. Francuski predsednik ga je 1940. godine odlikovao Legijom časti, a 12 godina kasnije i njegovu ženu zbog zalaganja u primeni BCG vakcine.
Uprkos tome što je u tri mandata biran za dekana, dva puta je izbacivan sa fakulteta. Prvi put 1941. zbog odbijanja saradnje sa okupatorskim vlastima, a drugi (i konačni) put 1952. od strane tadašnje komunističke uprave na fakultetu, kada mu se zabranjuje i oproštajni skup sa studentima. Na svečanoj sednici Naučno-nastavnog veća Medicinskog fakulteta Univerziteta u Beogradu, 2001. godine je doneta odluka da se stavljaju van snage sva rešenja, odluke i naredbe koje se odnose na prof. Kostića i njegovu ženu.
U Beogradu danas postoji njegova ulica, koja je paralelna sa Sarajevskom ulicom. Godine 1967. prof. Kostić se pojavio u filmu Dušana Makavejeva, Ljubavni slučaj ili tragedija službenice PTT-a.

## Obrazovanje
U Beogradu je završio osnovnu školu, gimnaziju i srpsku muzičku školu (klavir i kompoziciju) gde je njegov rad izuzetno cenio Stevan Mokranjac. Studije medicine nastavlja 1912. godine u Nansiju (Francuska) gde će sarađivati sa profesorom Buenom, tadašnjim velikanom svetske histologije. Kasnije prelazi u Strazbur i završava i majstorsku pijanističku školu, a 1921. brani doktorsku disertaciju pod nazivom Eksperimentalno dejstvo alkoholizma na testise (histološka i hemijska studija). Iste godine prelazi na Medicinski fakultet u Beogradu i osniva katedru histologije. Osnivač je Instituta za histologiju, u istoj zgradi koja je tada podignuta bio je i institut za fiziologiju koji je vodio Rihard Burijan. Doktorska disertacija će kasnije biti temelj naučnom i nastavničkom radu.

## Pedagoški rad
Profesor Kostić je samostalno napisao nekoliko udžbenika i priručnika o histologiji, ali je u metodiku svojih predavanja uveo i korišćenje mikro-fotografija i filmova, što je bio pionirski poduhvat. Prvi udžbenik (Osnovi normalne histologije) su koristile mnogobrojne generacije studenata, ali je on, zbog novih otkrića u nauci, morao da bude promenjen. (Najnovije izdanje udžbenika iz Histologije je napisano 2005. godine i dobilo je nagradu grada Beograda za najbolji udžbenik te godine.)
Uz to, Kostić je objavio još 1925. Mikrofotografski atlas normalne histologije, sam je spremio većinu preparata (u saradnji sa kolegom Aleksandrom J. Telebakovićem) i sve sam fotografisao mikrofotografskim aparatom M A II Leitz Wetzlar (150 fotografija) čime se svrstao među pionire medicinske fotografije kod Srba.

## Prosvetiteljski rad
Društveno angažovanje datira još sa studija, kada organizuje studentski međunarodni hor u Nansiju, preko brojnih javnih predavanja u javnim ustanovama ili na radiju. Bio je urednik mnogih časopisa, predsednik antialkoholičarskog pokreta i predsednik Skautske organizacije Jugoslavije.
Bio je i dugogodišnji predsednik Udruženja krematista ''Oganj'' i predstavljao ga u Međunarodnoj krematističkoj federaciji. Zalagao se za prihvatanje kremacije radi zaštite životne sredine. Na međunarodnim kongresima krematista imao je vrlo zapažene referate, a napisao je i knjigu ''Pred odlukom'' o ekološkim prednostima kremacije. Njegova urna, položena je u Aleji velikana na Novom groblju.
Razvijajući duh akademizma u Srbiji, bavio se lingvističkim problemima i potrudio se da izbegne transkribovanje i formira domaću medicinsku terminologiju. Uporedo sa time, bavio se i istorijom medicine ne u cilju faktografije već implementiranja ranih naučnih radova u svrhu objašnjenja naučnog postupka i formiranja naučnog zaključka.

## Arheološka istraživanja
Kao učesnik Prvog svetskog rata profesor Kostić je učestvovao u rovovskim borbama na području Grocke. Motivisan ratnim uspomenama, ali i lepotom prirode, 1932. godine je na lokalitetu Dubočaj odlučio da sazida kuću. Kopajući temelje naišao je na arheološke nalaz, među kojima su bile i dve raskošne rimske grobnice, što ga je podstaklo njegovo interesovanje za arheologiju. Tokom narednih 45 godina amaterski se bavio arheologijom i prikupljao artefakte pronađene na lokalitetu Dubočaj. Godine 1978. dolazi na ideju o osnivanju muzeja i celokupnu svoju zbirku poklanja opštini Grocka, sa željom da legat bude izložen u restauriranoj Rančićevoj kući. Muzej je tu i otvoren, pod imenom „Zavičajni muzej Grocke”, Dubočajska zbirka paleoloških, arheoloških, numizmatičkih i drugih iskopina profesora Kostića bila je stalna postavka.
Zbog neadekvatnog održavanja Rančićeva kuća je 90-ih godina 20. veka zatvorena, a Dubočajska zbirka povučena. Njegov legat, koji obuhvata nalaze sa lokaliteta Dubočaj u Grockoj, ostao je skriven od javnosti gotovo 20 godina. Danas je izložen kao stalna arheološka postavka u galeriji biblioteke „Ilija Garašanin” u Grockoj. Postavku su autorski realizovali, podrškom GO Grocka, kustos Centra za kulturu Grocka Zorica Atić, kustosi Muzeja grada Beograda dr Miloš Spasić i Dragana Stojić, i arheolog Rade Milić.

## Delovanje u fotografiji
Prof. Kostić se pasionirano bavio fotografijom od 1911. godine. Bio je pionir medicinske fotografije kod Srba, i fotograf amater. Inicijator je i osnivač fotografske laboratorije pri Histološkom institutu (1922) i pokretač Beogradskog foto kluba (BFK) (1928). Sa širokom radoznalošću i akribijom naučnika prilazio je različitim fotografskim temama, ne samo medicini kao svom osnovnom opredeljenju, nego i arheologiji, foto-dokumentovanju starih prostora Beograda i portretima, pretežno ličnosti iz sveta nauke. Izložba „Prof. dr Aleksandar Kostić, Fotografija 1911-1978“, prikazana je u Salonu Muzeja savremene umetnosti u Beogradu, 1978. Takođe je i sakupljao fotografije starog Beograda, snimljene od drugih autora. Između dva svetska rata znatno je podstakao beogradsku fotoamatersku scenu, ne samo svojim predanim organizacionim radom, već i stvaralački. Njegovim zalaganjem je u fotolaboratoriju Medicinskog fakulteta zaposlen ruski emigrant Aleksandar Šafranski, koji je između dva svetska rata, uz podršku prof. Kostića, postao najplodniji fotografski pisac na srpskom jeziku, sa nekoliko objavljenih knjiga.

## Drugi o njemu
Njegov sin je napisao knjigu Život sa neprebolnim bolom u duši. Prof. dr Aleksandar Đ. Kostić koristeći dokumente koji su ostali, a naslov knjige je rečenica koju je profesor često ponavljao posle isključenja sa fakulteta. Pravljenje dokumentarnog filma Koncert Prof. Dr Aleksandra Đ. Kostića je takođe nadzirao njegov sin i 2001. je javno prikazan u Ateljeu 212.
Ovo su jedini radovi koji postoje o životu i delu prof. Kostića.

## Dela

### Udžbenici
- Osnovi histološke tehnike (1921)
- Osnovi histologije (1924)
- Rečnik histoloških izraza (1924)
- Histološki atlas (1925)
- Osnovi normalne histologije (1942)
- Osnovi embriologije (1948)

### Knjige
- Višejezički medicinski rečnik (1971, 4. repr. 1987) - imao je 120.000 reči sa istovremenim prevodom na 7 svetskih jezika. Punih 70 godina je konstantno ažuriran, međutim, smrću profesora jedinstven poduhvat na našim prostorima je prestao.
- Problem naše medicinske terminologije (1931)
- Polni život čoveka (1932, 4. rep. 1938)
- Seksualno u srpskoj narodnoj poeziji (1933, 2. reprint u dva toma, 1978)
- Žena kao pol i žena kao čovek (1937)
- Osnovi medicinske seksologije (1966)
- Seksualni život savremenog čoveka (1969)

Filmovi
- Izrada histoloških preparata
- Operacija tumora kičmene moždine - ova dva filma su doživela projekciju u Britanskom kraljevskom lekarskom društvu 1950. godine.

## Literatura
- Kostić, Vojislav (2004). Život sa neprebolnim bolom u duši. Prof. dr Aleksandar Đ. Kostić 1893-1983. ISBN 978-86-441-0526-8.
- Nikolić, Ivan R. (2006). Embriologija čoveka (tekst i atlas). ISBN 978-86-7478-012-1.
- Aleksandar Sekulić, Prof. dr Aleksandar Kostić, Fotografija 1911-1978, Beograd: Salon Muzeja savremene umetnosti, 1978, s.p.
- Горан Малић, Летопис српске фотографије 1839-2008. Београд : Фотограм, 2009.
- Атић, Зорица (2018). Топлина варошког дома Гроцке : Грочанска чаршија и Ранчићева кућа. Гроцка: Центар за културу Гроцка.

## Spoljašnje veze
- transkript 112. emisije „Peščanik“ sa Radija B92
- intervju Vojislava Kostića nedeljniku NIN
- Istorijska sekcija Srpskog lekarskog društva
- Legat profesora Aleksandra Kostića u gročanskom muzeju („Politika”, 6. maj 2017)
- Svedočanstvo dr Kostića o učešću u Prvom svetskom ratu, zabeleženo u knjizi "Solunci govore" Antonija Đurića Архивирано на веб-сајту  (7. новембар 2017)
- Kostićeva bela vila „nadgleda” moćni Dunav („Politika”, 2. jun 2019)
- Zločin i kazna bez epiloga („Politika”, 22. februar 2021)
- Zaostavština dr Aleksandra Kostića biće digitalizovana („Politika”, 23. maj 2022)
- Tajne iz zaboravljene arhive („Politika”, 7. oktobar 2022)